# Черски
Черски (рус. Черский) - село и административни центар Нижњеколимског рејона у североисточном делу Јакутије.
Има укупно 2.684 становника (2013)

## Становништво
| 1959. | 1970. | 1979. | 1989.  | 2002. | 2010. |
| ----- | ----- | ----- | ------ | ----- | ----- |
| 1.965 | 9.460 | 9.726 | 11.176 | 3.832 | 3.006 |